# Csangsai csaták (1939–1944)
A csangsai csatákra 1939 és 1944 között került sor, amikor is a japán hadsereg és a kínai nacionalisták vívtak véres harcokat a városért. Csangsa Hunan tartomány fővárosa. A város a Vuhan–Kanton-vasútvonal mentén található, így természetesen fontos volt a japán agresszorok számára.

## Előzmények
Japán az 1937-es Marco Polo hídi incidenset követően támadást indított Kína ellen. 1937-ben számos kínai várost foglaltak el, köztük Shanghait és a nacionalista kormány fővárosát, Nankingot (Shanghai a Jangce torkolatánál, Nanking pedig a folyó mentén, Shanghaitól nyugatra található). Nanking elfoglalását követően Csang Kaj-sek új fővárosa Vuhan lett, azonban 1938-ban a japánok ezt is elfoglalták. A Kuomintang ezután Csungkingba költözött. Nem sokkal ezután a Vuhanhoz közeli Nancsang is japán uralom alá került. Csang Kaj-sek 1939 tavaszán ellentámadást kísérelt meg, amelynek célja Nancsang visszafoglalása lett volna. Nem járt sikerrel. Valószínű volt, hogy a japánok a Vuhantól délre lévő Csangsa elfoglalásával is megpróbálkoznak, ezért Csang Kaj-sek parancsot adott a város védelmének kiépítésére.

## Első csangsai csata
A japán támadás 1939. szeptember 17-én indult meg. Kevéssel ezelőtt szenvedtek vereséget a japánok Halhin-golnál, és ez a katonák moráljára is kihatott. Több japán hadosztály is megindult Hunan tartományba, ezek közül a 101. és a 106. feladata volt a főváros Csangsa elfoglalása. A védelem parancsnokai Csen Cseng és Xue Yue tábornokok voltak. A kínai erők rögtön ellentámadást indítottak és eleinte sikerült is visszaszorítani a japánokat, lévén a kínaiak túlerőben voltak. Szeptember 23-án fordult akocka és ismét a japánok kerekedtek felül. Már egészen Csangsa határáig nyomultak előre mikorra a Kuomintang csapatok megállították őket 29-én. Eddigre azonban a japán hadsereg katonái kifáradtak és az utánpótlásuk akadozott. A japán csapatok attól tartván, hogy a kínaiak elvágják az utánpótlásukat – ugyanis a kínaiak oldalba támadták a japánokat – visszavonultak október 6-án. A japánok több mint 40 000 emberüket vesztették el. Régóta ez volt az első kínai győzelem a háborúban. A kínai csapatokat a nyugati sajtó is méltatta.

## Második csangsai csata
Két évig viszonylagos béke honolt Csangsában és környékén, de 1941-ben a japánok újra támadtak. Az offenzíva szeptember 6-án, 120 000 emberrel indult meg. A japán katonák gyorsan nyomultak előre. Szeptember 27-én betörtek Csangsába. Véres utcai harcok során 30-ára sikerült a kínaiaknak kiűzniük a támadókat a városból, majd ellentámadásba mentek át. Október 8-ig folytak a harcok, majd a japánok visszavonultak. Ismét vesztettek. Ezúttal a japánoknak 10 000 halottjuk volt.

## Harmadik csangsai csata
A japánok nem hagytak időt a védőknek pihenésre: már 1941 decemberében megindult az újabb roham a város ellen. Ismét körülbelül 120 000 emberrel támadtak. A védők ezúttal jelentős túlerőben voltak: összesen 300 000 katona állt Xue Yue tábornok rendelkezésére. A japán parancsnokok úgy vélték a légi fölényük ellensúlyozza ez utóbbi tényezőt. Ez okból a japán pilóták alaposan szétbombázták a védők állásait, azonban a súlyos légicsapás sem volt elég a győzelemhez. A december 27-én indított támadás hamar elakadt. Január elsején pedig a kínaiak ellentámadásba mentek át. A japán katonáknak sikerült megállítaniuk a rohamot. Egy újabb sikertelen japán támadást követően a csata kínai győzelemmel ért véget január 15-én.

## Negyedik csangsai csata
1944-ben a Kínai Expedíciós Hadsereg (a Kínában harcoló japán haderő) hatalmas méretű támadást indított Kína déli részén. Ez volt az Icsi-Gó hadművelet. A hadműveletben a Kínában állomásozó 680 000 japán katonából több mint 400 000 vett részt. 1944 nyarán megindult az addigi legnagyobb támadás Csangsa ellen több mint 300 ezer katonával. Ennek az offenzívának a védők már nem tudtak ellenállni. Csangsa oly sok évnyi sikeres védekezés végül elesett a Japán Birodalom előtt.

## Következmények
A japánok Csangsa elfoglalása után még több nagyobb sikert is arattak az Icsi-Go offenzíva keretében. Ám a hódításaikat nem tarthatták meg sokáig, mert a következő évben az amerikai hadsereg fegyverletételre kényszerítette Japánt, amelyet a USS Missouri fedélzetén írtak alá.